# Brun alpfink
Brun alpfink (Leucosticte nemoricola) är en bergslevande asiatisk fågel i familjen finkar inom ordningen tättingar.

## Kännetecken

### Utseende
Brun alpfink är en medelstor till stor (14-15 cm), slank och brunaktig fink med spetsig näbb, långa vingar och kluven stjärt. Den skiljer sig från grå alpfink genom sin streckade mantel med bleka "hängslen" och distinkta teckningar på vingtäckarna, Ungfågeln är varmare rostbeige än den adulta fågeln.

### Läte
Lätet är ett mjukt sparv- eller gråsiskelikt kvitter eller ett gällt, tvåtonigt visslande. Sången beskrivs i engelsk litteratur som "dui-dip-dip-dip".

## Utbredning och systematik
Brun alpfink häckar i bergsområden i Centralasien på mellan 3050 och 5200 meters höjd. Den delas in i två underarter med följande utbredning:
- Leucosticte nemoricola altaica – förekommer i bergen i nordöstra Afghanistan, sydvästra Kina (västra Xinjiang) och Altajbergen.
- Leucosticte nemoricola nemoricola – häckar från Himalaya (Nepal till västra Kina) och övervintrar så långt som till norra Myanmar.

## Levnadssätt
Brun alpfink förekommer i berg och sluttingar, på platåer och alpängar över 1800 meters höjd, sommartid inte under 3600 meter. Den ses regelbundet vid Mount Everests base camp på 5150 meter över havet. Vintertid hittas den i odlingslandskap samt kring och till och med i byar. Den är en social fågel som ofta ses i flock, i vissa områden med upp till 200 individer, i träd eller födosökande på marken. Där springer den eller hoppar den likt en sparv, men är rastlös och lyfter lätt i stora, täta och sammansvetsade flockar som likt starar snabbt ändrar riktning. Fågeln lever av frön från gräs och alpina örter, tillfälligtvis små ryggradslösa djur. Den häckar mellan juni och augusti i lösa kolonier eller enstaka par.

## Status och hot
Arten har ett stort utbredningsområde och en stor population med stabil utveckling och tros inte vara utsatt för något substantiellt hot. Utifrån dessa kriterier kategoriserar internationella naturvårdsunionen IUCN arten som livskraftig (LC). Världspopulationen har inte uppskattats men den beskrivs som vanligt förekommande.